# 박천호
박천호(1994년 8월 8일 ~ )는 대한민국의 축구 선수이며 포지션은 센터백이다.